# Núria Ferré Nadal
Núria Ferré Nadal és una periodista catalana llicenciada en Ciències de la Informació per la Universitat Autònoma de Barcelona.
Ha dirigit i presentat programes en diverses emissores de ràdio com RAC1 o Catalunya Ràdio, on va dirigir el programa El suplement durant dues temporades.
Actualment treballa a l'emissora Betevé.